# 상산 이씨
상산 이씨(商山 李氏)는 대한민국의 경상북도 상주시를 관향으로 하는 한국의 성씨 관향이다.

## 역사
시조는 원나라 말기에서부터 원나라를 떠난 후, 고려로 건너와 거주하였고, 고려(高麗)가 멸망 이후에는, 조선(朝鮮)의 개국공신의 반열에 책록된, 원래 본디 중국 원 출신의 이민도(李敏道)라는 이가 상산 이씨의 시조가 된다.

## 분적된 성씨 본관
상산 이씨(商山 李氏)에서 직계 분적된 성씨 본관에는 상주 이씨(尙州 李氏) 등이 있다.

## 주요 인물

### 대한제국 시대 인물
- 이이익: 전직 대한제국 경상북도 칠곡군 인동 태수 출신의 독립운동가.

### 일제강점기 시대 인물
- 이무영 : 경북달성현풍국민학교 교사 직을 지냈던, 항일 독립 계몽 운동가.

### 8·15 광복 이후 현대 인물
- 이유회: 전직 육군 수도경비사령부 예하 분대장 등을 지낸 예비역 육군 중사 출신.